# Diadi
Diadi é um município de  quarta classe de renda municipal (d) na província Nova Vizcaya, nas Filipinas. De acordo com o censo de 1 de maio  de  2020 possui uma população de 19 236 pessoas e 4 911 domicílios.